# Kom Ombo

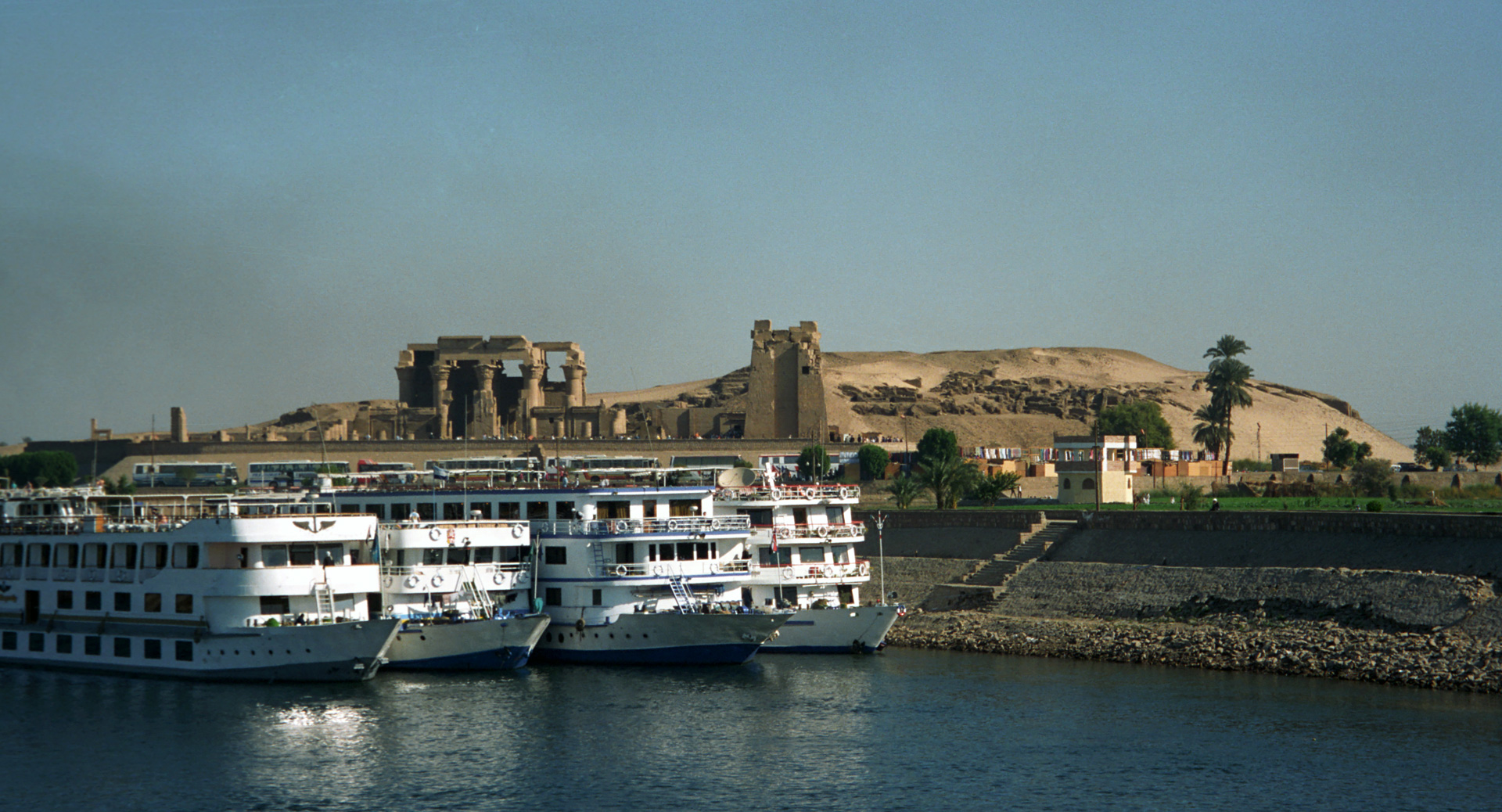
Botes Turísticos cerca del Templo de Kom Ombo

Kom Ombo (Idioma árabe: كوم أمبو) es una villa agrícola de Egipto de unos 60.000 habitantes, situada en la ribera oriental del río Nilo, cuarenta kilómetros al norte de Asuán y 165 kilómetros al sur de Luxor. Existe una numerosa población nubia procedente del sur, desplazada por la construcción del lago Nasser. El emplazamiento es conocido en la actualidad por su singular templo de época ptolemaica.
Nombre egipcio: Nubt o Nubet. Nombre griego: Ombos. Nombre árabe: Kom Ombo
(Hubo otra ciudad con el mismo nombre griego: Ombos, situada al norte de Naqada)
Situación: 24° 27′ N 32° 57′ E
En su origen, fue un asentamiento llamado Nubt, del egipcio nbt, que significa "Ciudad de Oro" . Por su situación, disfrutaba del control sobre los rutas comerciales que se dirigían desde Nubia a través del Valle del Nilo, si bien su importancia creció con la construcción del templo en el siglo II a. C.
En la época griega, la ciudad estaba en la Tebaida, y era la capital del nomo Ombita (el nomo I del Alto Egipto), en la ribera oriental del Nilo. Ombos fue una fortificación militar bajo todas las dinastías egipcias, con los faraones, hasta los ptolomeos y los romanos, y disfrutaba de mucha fama por la grandiosidad de sus templos y su tradicional enemistad con los habitantes de Tentyris (Dendera).

## Los templos
Perduran dos templos, construidos con piedra obtenida de las canteras vecinas. El más notorio de los dos se yergue sobre una colina arenosa y parece haber sido una especie de Panteón dado que, de acuerdo con las inscripciones conocidas, le había sido dedicado a Haroeris (Apolo) y las demás deidades del nomo Ombita por los soldados acuartelados allí. El templo más pequeño, en el noroeste, estaba dedicado a Isis. 
Ambos poseen una arquitectura imponente y todavía conservan los brillantes colores con los que los adornaron sus constructores. Datan de la época ptolemaica, con la excepción de una entrada de piedra caliza construida dentro de un muro de adobe. Constituía una parte de un templo construido por Tutmosis III en honor del dios, encarnado en cocodrilo, Sobek.

## El templo de Sobek y Haroeris

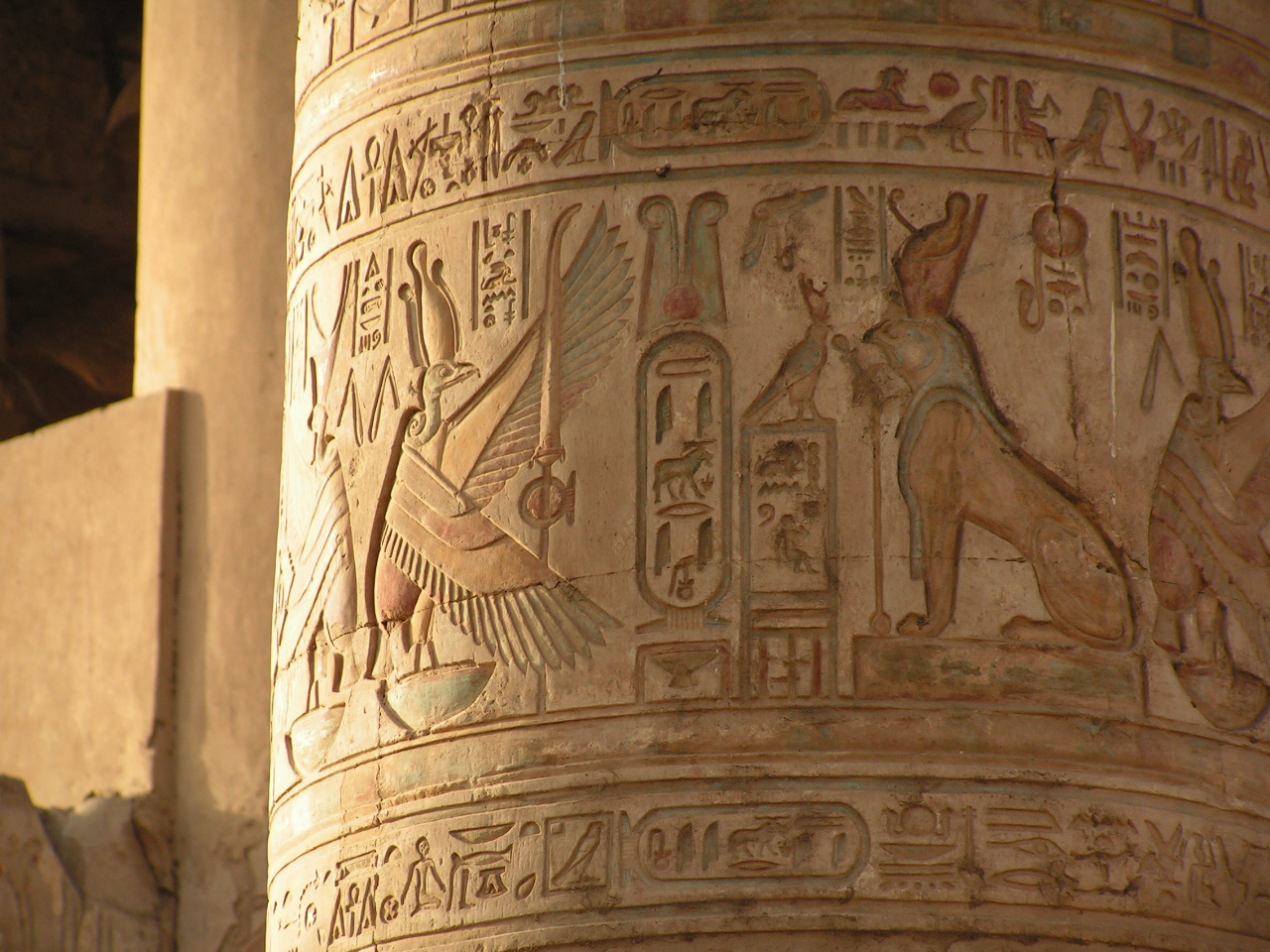
Kom Ombo. Detalle de columna con el cartucho de Tiberio.

El templo de Kom Ombo, conocido también como templo de Sobek y Haroeris está en ruinas, pero resulta imponente, especialmente por su ubicación, que lo hace destacar al lado del Nilo. 
Fue excavado por Jacques de Morgan hacia 1893. Es un edificio inusual, completamente simétrico, con dos entradas, dos salas hipóstilas y dos santuarios. Esto se debe a que está dedicado a dos dioses: el lado izquierdo al dios halcón Haroeris (Horus el viejo o el grande) y el derecho a Sobek, divinidad local con cabeza de cocodrilo. 
Lo comenzó a construir Ptolomeo VI en el siglo II a. C. siendo Kom Ombo capital del primer nomo del Alto Egipto, y lo terminó Ptolomeo XII en el siglo I a. C. El emperador romano Augusto le añadió el pilono de la entrada hacia 30 a. C. En el local hubo un santuario más pequeño de la época de Tutmosis II encontrándose vestigios que datan de la Dinastía XVIII (c. 1550 a 1300 a. C.)

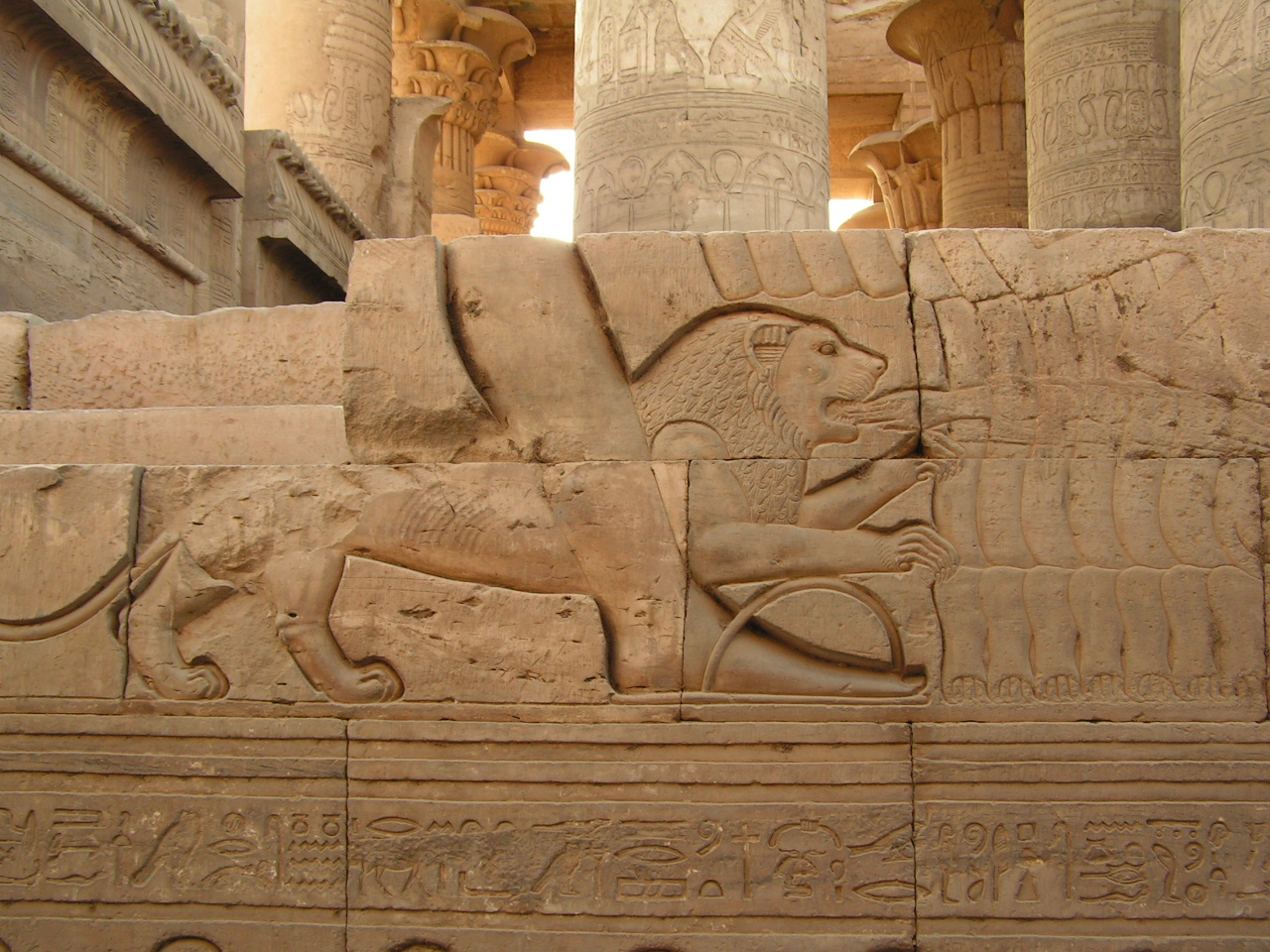
Kom Ombo. Detalle: muro lateral.

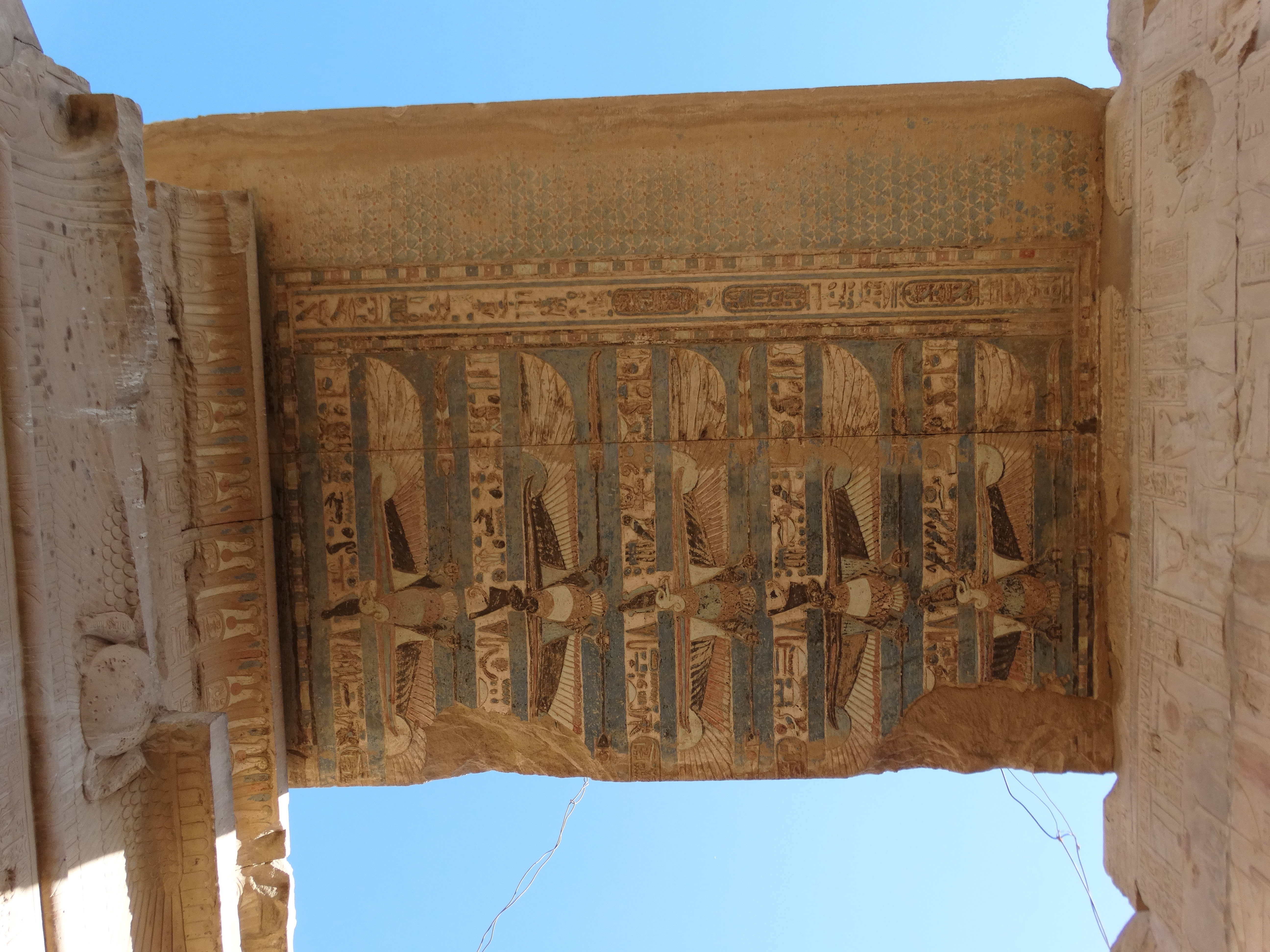
Detalle de superposición.

La planta, parecida a la del templo de Edfu, consta de un patio, dos salas (una de ellas, el pronaos) y tres vestíbulos (en vez de los dos de Edfu). Tiene, sin embargo, dos ambulacros misteriosos (sólo hay uno en Edfu), dispuestos en tres lados, alrededor de las cámaras.
En la fachada se disponen dos entradas, y a cada una de ellas corresponde un templo, paralelos entre sí. A pesar de esta bipartición arquitectónica estricta, las dos partes están unidas, muchos recintos son comunes e incluso en ambas se tributaban honores a las dos divinidades. el pilono está decorado con bajorrelieves del emperador romano Domiciano haciéndole ofrendas a la tríada de Sobek.
El patio está en ruinas, con los muros laterales y el pilono destruidos. En las dos puertas que conducen al interior hay inscripciones y relieves con el nombre de Tiberio. A ambos lados de la doble puerta hay representaciones de Ptolomeo XII Neo Dionisio siendo purificado por Horus y Thot en presencia de Sobek (a la derecha) y de Haroeris (a la izquierda).
Desde él, dos puertas llevan a la primera sala hipóstila, el pronaos. En ella, hay grabadas escenas protagonizadas por Haroeris en el muro izquierdo y por Sobek en el derecho. Las columnas están talladas con lotos del Alto Egipto y papiros del delta del Nilo. En los muros, representaciones rituales relacionadas con la purificación del rey, la consagración del templo y las dos tríadas, con los nombres de Ptolomeo VIII Evérgetes II, Cleopatra II y Ptolomeo XII Neo Dioniso.

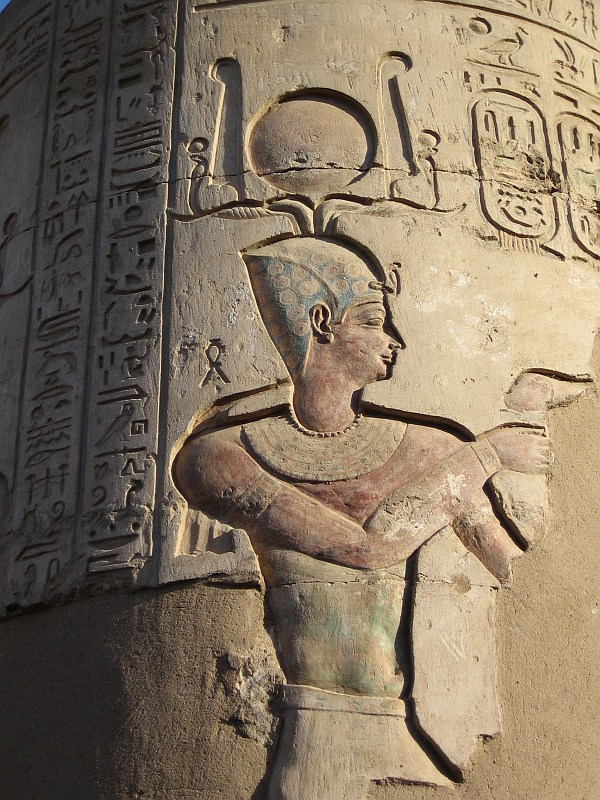
Kom Ombo. Detalle.

En la segunda sala hipóstila, los muros muestran escenas de ofrendas con el nombre de Ptolomeo VI Filométor y Ptolomeo VIII Everxetes II. A continuación se sitúan tres vestíbulos.
En los santuarios se ven decoraciones semejantes a las de la fachada. En el corredor interno de la izquierda están representadas las divinidades del Nilo. Hay también figuras alegóricas de los distintos territorios agrícolas. En la parte norte hay cartuchos de Nerón y Vespasiano. Se ven representadas también todas las fases de la construcción del templo y las técnicas usadas, así como un grupo de instrumentos quirúrgicos, ya que el templo acogía enfermos. En el suelo, en el exterior del santuario, fueron grabados tableros de juegos para entretenerse. En las proximidades hay dos nilómetros utilizados para medir el nivel de las aguas de río Nilo.
Delante del templo se encuentra el Mammisi, o templo del nacimiento de Horus, construido por Ptolomeo VIII Evérgetes II, muy deteriorado por la humedad del Nilo. La capilla de Hathor está también al sur del templo y en ella hay varios cocodrilos momificados que provienen de una necrópolis de cocodrilos próxima al templo. En el séptimo año de Domiciano fue decorado en honor de la diosa Hator, la Afrodita griega.
Al norte del templo se encuentran los restos de una capilla dedicada a Sobek, construida por Caracalla. También hay unas ruinas coptas.

## Museo del Cocodrilo
En las proximidades del templo se encuentra el denominado Museo del Cocodrilo (The Crocodile Museum) donde se exponen esculturas y momias de época del Antiguo Egipto, relacionadas con el dios Sobek, halladas en diversas excavaciones. Fue inaugurado en enero de 2012.

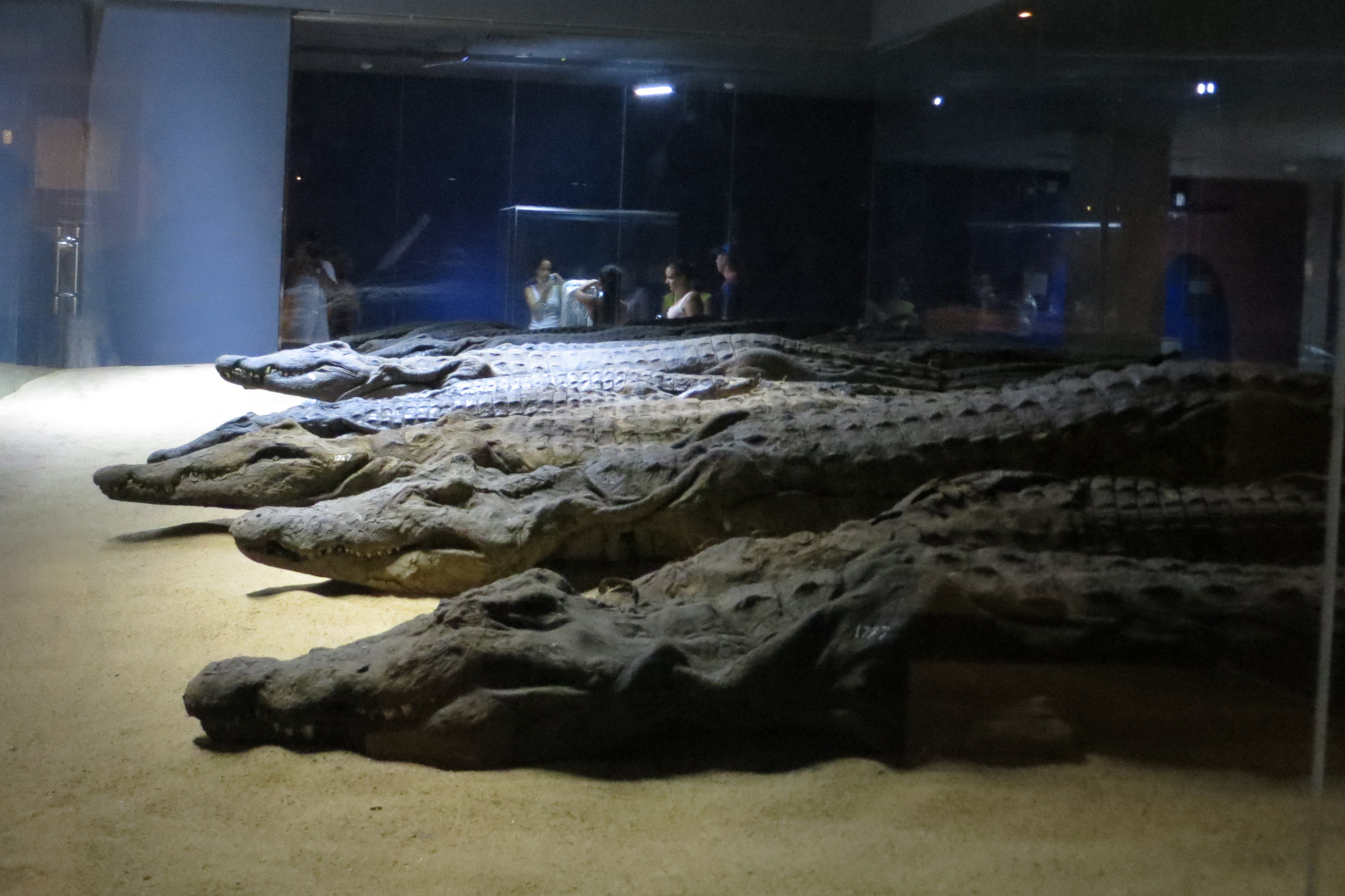
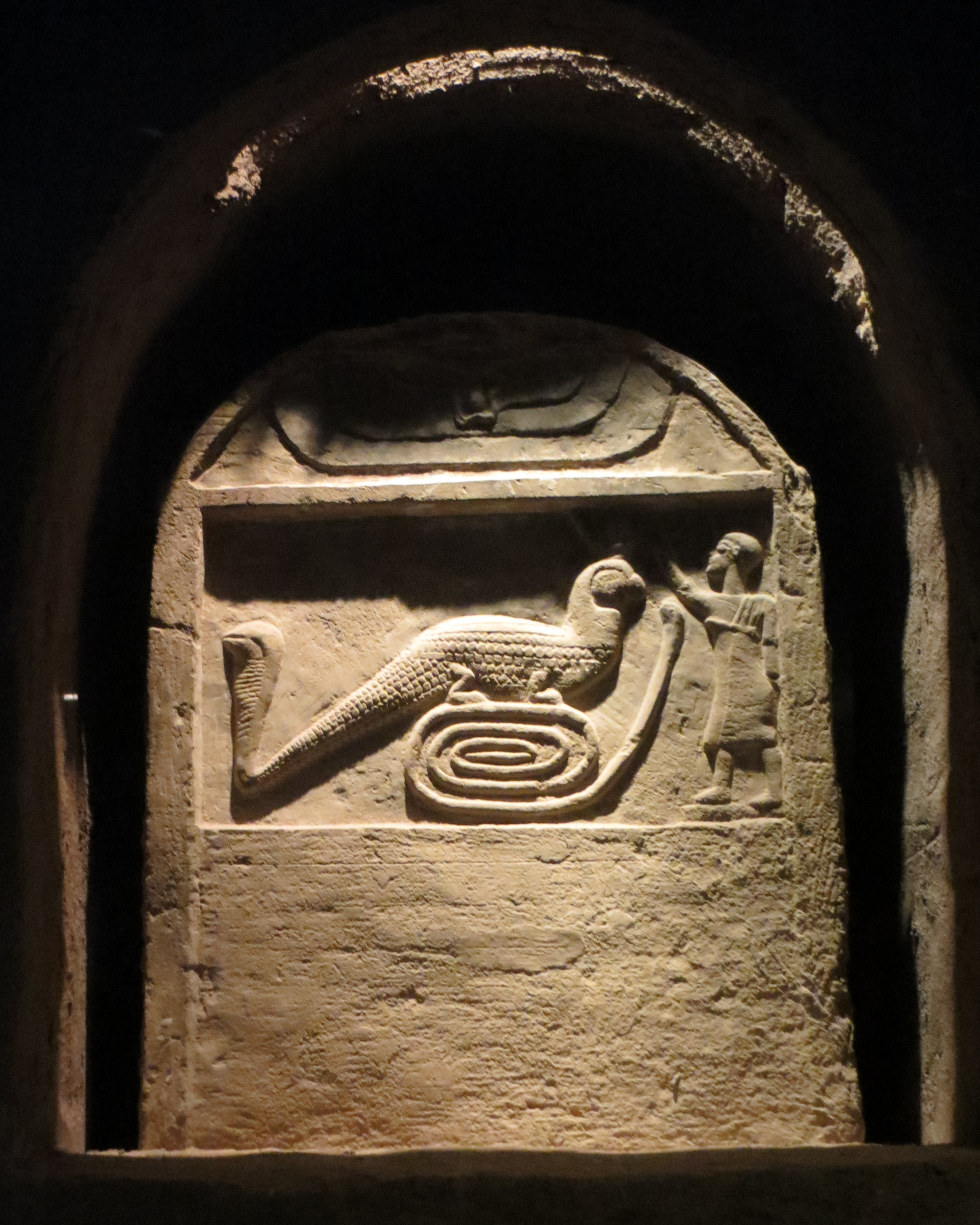
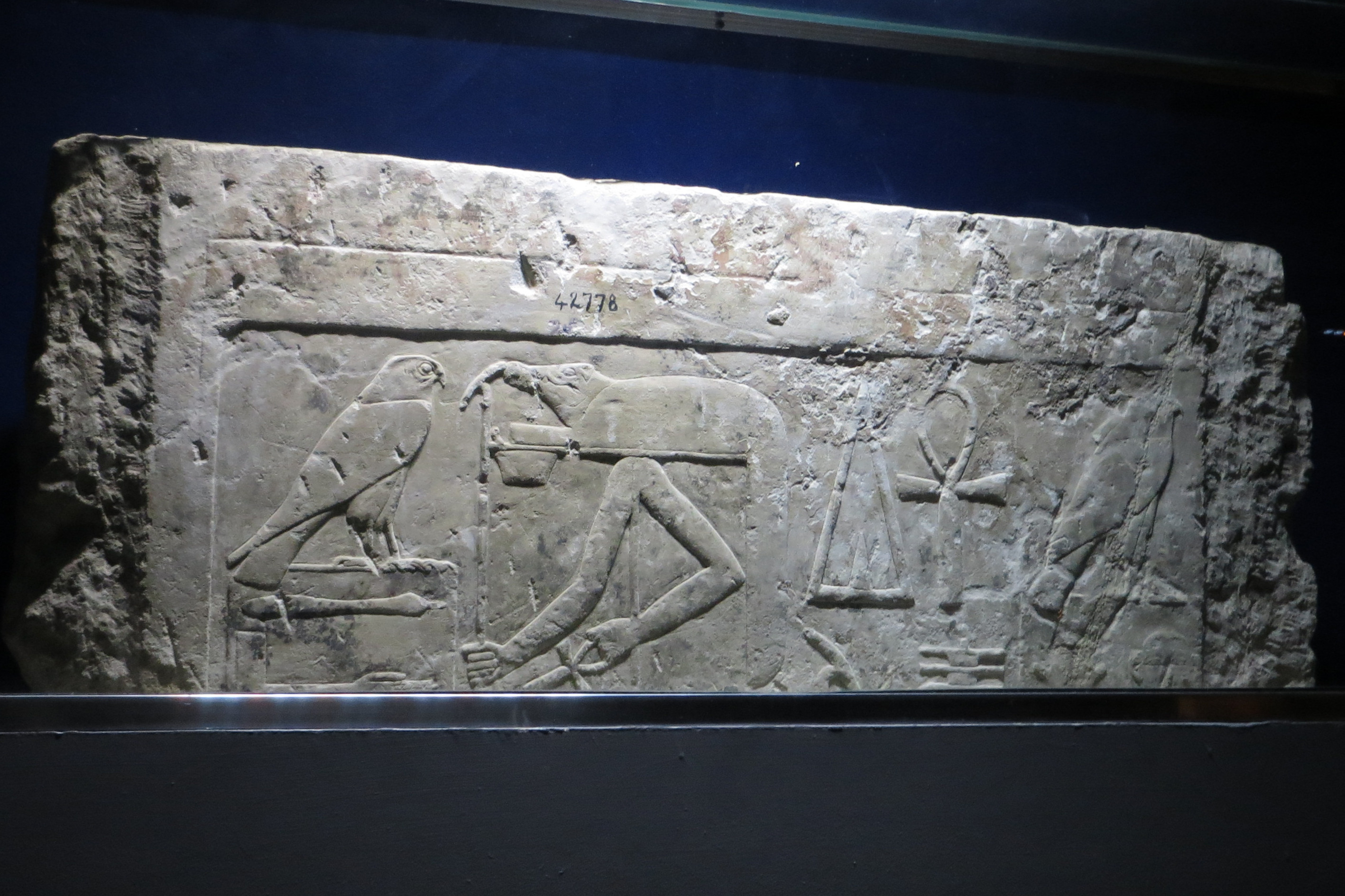
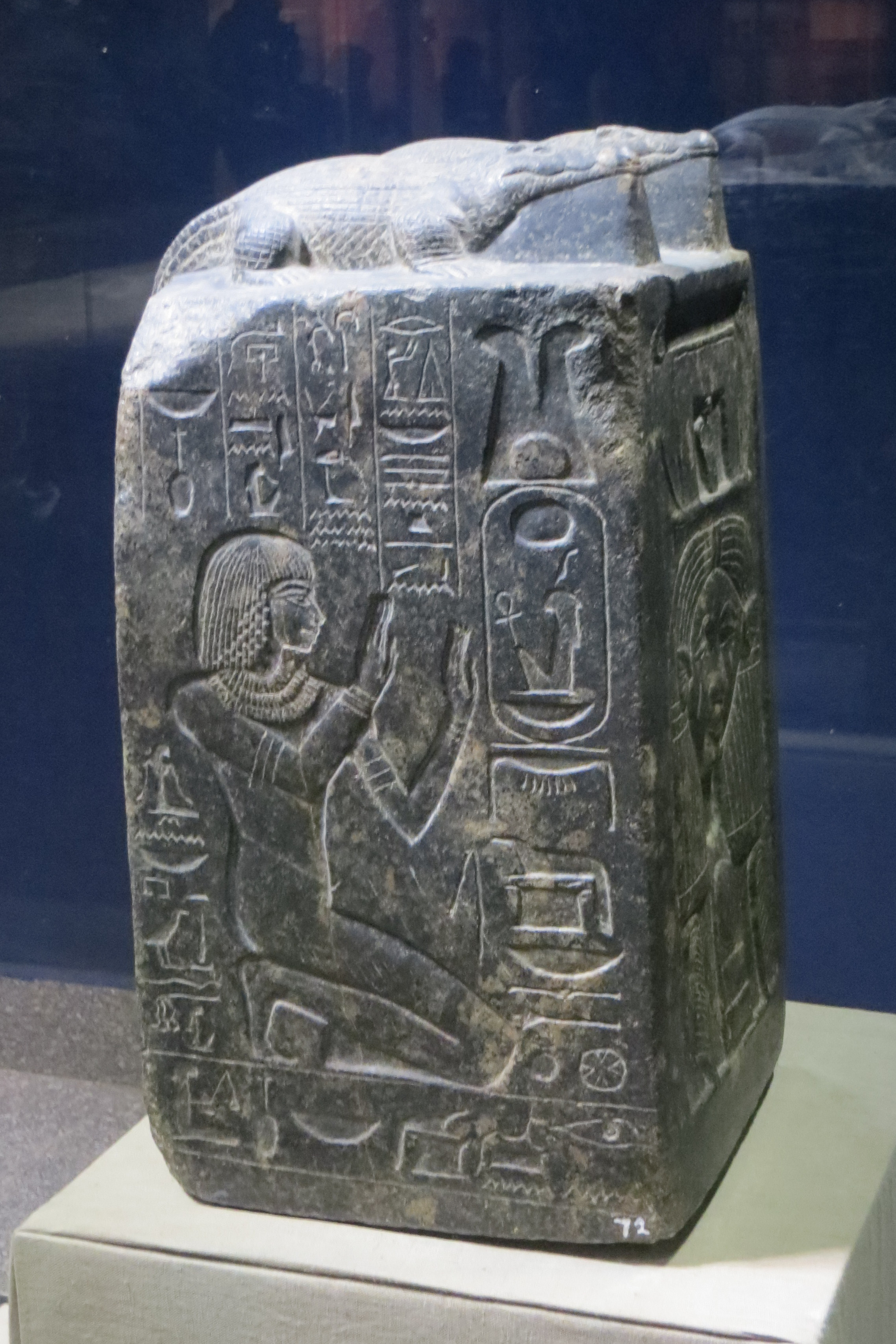